# Amphipyra surnia
Amphipyra surnia là một loài bướm đêm trong họ Noctuidae.